# Пепеляво тити
Пепелявото тити (Callicebus cinerascens) е вид бозайник от семейство Сакови (Pitheciidae). Първоначално е бил описван като Callicebus cinerascens през 1823 г.

## Разпространение
Видът е ендемит за Бразилия.